# Плосконожки (род)
Плосконожки (лат. Platycnemis) — род стрекоз из семейства плосконожек.

## Описание
Мелкие равнокрылые стрекозы. Голова очень широкая, сверху втрое шире своей длины. Самцы большинства видов имеют расширенные голени средних и задних ног с очень длинным щетинковидным волосками. У некоторых европейских видов у самцов голени не расширены. У самок голени не всегда расширены. Оба пола также хорошо отличаются по окраске тела.
Все молодые имаго беловатые, бледные. Взрослые имаго окрашены заметно светлее остальных равнокрылых стрекоз. У самцов окраска светло-голубая или голубовато-белая, у самок — беловато-жёлтая или беловато-бурая. Черноватый рисунок у обоих полов развит крайне слабо.

## Виды
В мировой фауне 14 видов

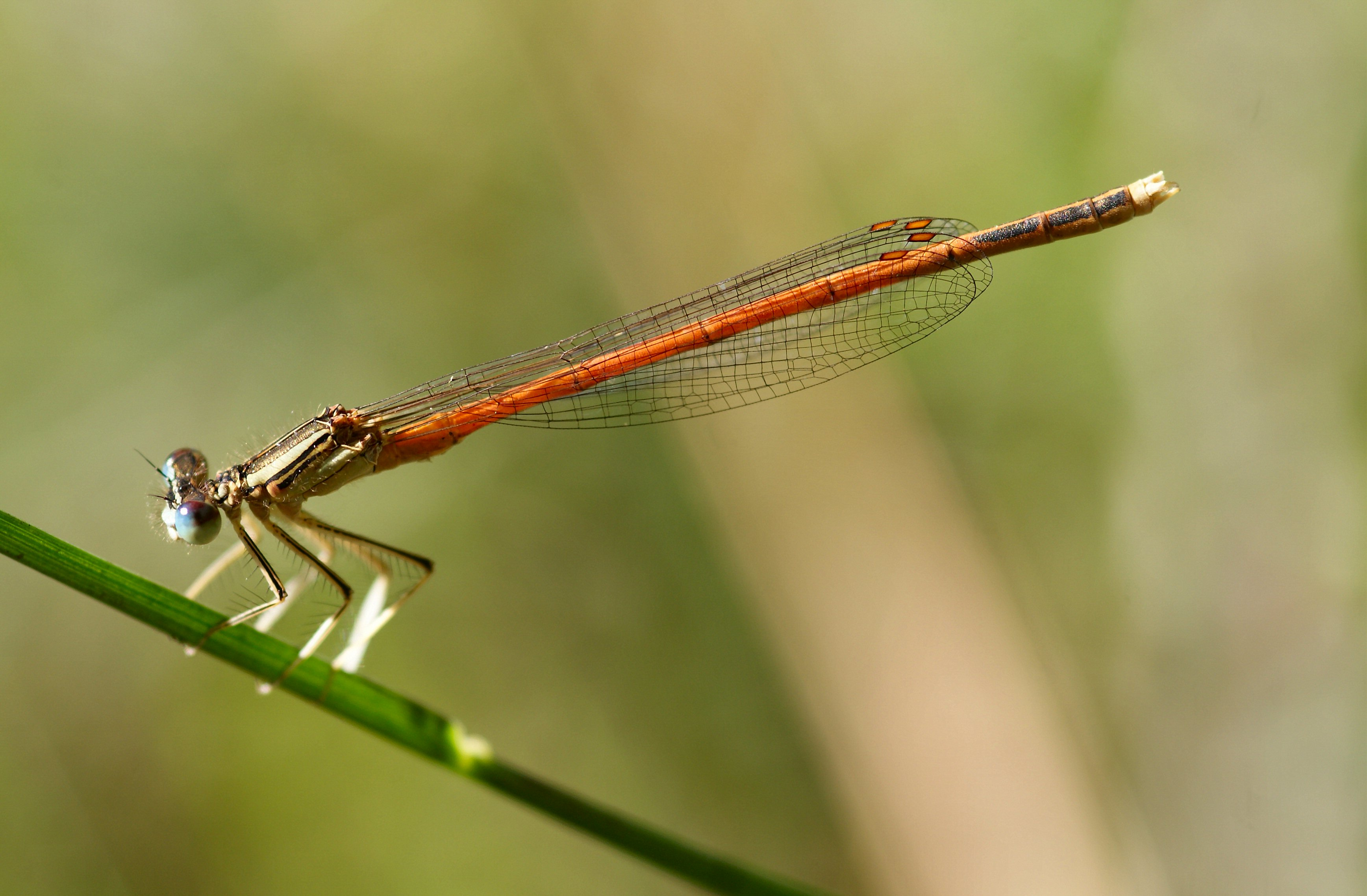
Platycnemis acutipennis

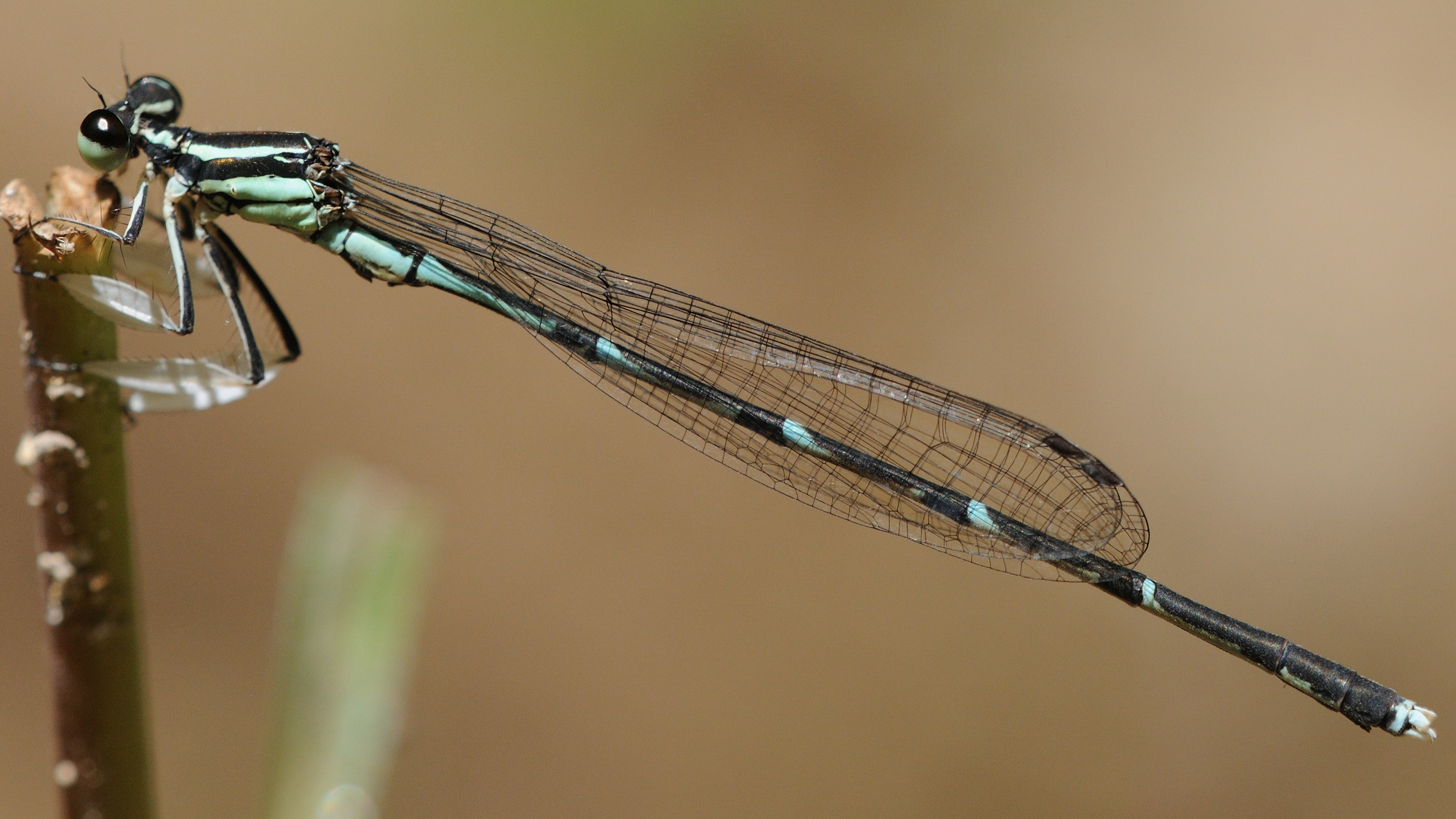
Самец Platycnemis foliacea sasakii

- Platycnemis acutipennis Selys, 1841
- Platycnemis agrioides Ris, 1915
- Platycnemis alatipes (McLachlan, 1872)
- Platycnemis aurantipes Lieftinck, 1965
- Platycnemis bilineata Bartenev, 1919
- Platycnemis congolensis Martin, 1912
- Platycnemis dealbata Selys in Selys & Hagen, 1850
- Platycnemis echigoana Asahina, 1955
- Platycnemis foliacea Selys, 1886
- Platycnemis foliosa Navás, 1932
- Platycnemis guttifera Fraser, 1950
- Platycnemis hova Martin, 1908
- Platycnemis kervillei (Martin, 1909)
- Platycnemis longiventris Schmidt, 1951
- Platycnemis malgassica Schmidt, 1951
- Platycnemis melanus Aguesse, 1968
- Platycnemis nitidula (Brullé, 1832)
- Platycnemis nyansana Förster, 1916
- Platycnemis pennipes (Pallas, 1771)
- Platycnemis phasmovolans Hämäläinen, 2003
- Platycnemis phyllopoda Djakonov, 1926
- Platycnemis pierrati (Navás, 1935)
- Platycnemis protostictoides Fraser, 1953
- Platycnemis pseudalatipes Schmidt, 1951
- Platycnemis rufipes (Selys, 1886)
- Platycnemis sanguinipes Schmidt, 1951
- Platycnemis sikassoensis (Martin, 1912)
- Platycnemis subdilatata Selys, 1849